# João José Reis
João José Reis (Salvador, 24 de junho de 1952) é um professor universitário e um dos mais importantes historiadores do Brasil, considerado uma referência mundial para o estudo da história da escravidão no século XIX.

## Formação e carreira
Formou-se em História, em 1974, pela Universidade Católica do Salvador. Realizou mestrado e doutorado pela University of Minnesota. Sua tese de doutorado, Slave Rebellion in Brazil: The African Muslim Uprising in Bahia, 1835, foi defendida em 1982, abordando estudos importantes sobre a Revolta dos Malês, sob orientação de Stuart B. Schwartz.
Realizou pós-doutoramentos na University of London, entre 1987 e 1989, na Universidade de Stanford, entre 2001 e 2002, na National Humanities Center, em 2008, e na Humboldt-Universität Zu Berlin, em 2016.
Desde 1979 atua como professor da Universidade Federal da Bahia, sendo professor titular na instituição. Foi professor visitante em diversas instituições, entre elas Universidade de Princeton, Universidade de Stanford, University of Lordon, Universidade de Michigan, Ecole des Hautes Études en Sciences Sociales, Brandeis University, Universidade do Texas, Universidade de Havard, entre outras.
Orientou 35 trabalhos de pós-graduação, como Wlamyra Ribeiro Albuquerque.

## Contribuição historiográfica
Sua tese de doutorado, Slave Rebellion in Brazil: The African Muslim Uprising in Bahia, 1835, que depois tornaria-se o livro Rebelião Escrava no Brasil: a história do levante dos malês em 1835 (1986), publicado inicialmente pela Brasiliense e depois pela Companhia das Letras, é considerado revolucionário na historiografia brasileira, justamente por ser a primeira obra que se dedica totalmente a análise da Revolta dos Malês.
A obra também trouxe importante inovação para os estudos da escravidão, trazendo para o centro da reflexão a reconstrução das identidades africanas no espaço urbano, no caso, de Salvador, e as formas de ação e resistência destes escravizados na busca por liberdades. José Raimundo Fontes afirma que o historiador introduziu novos temas e fundamentos metodológicos, possibilitando que “o nosso passado pudesse ser revisto na perspectiva de uma história plural, diversa e recortada sob o prisma dos grupos subalternizados”.
Reis é um autor de referência para a teoria da história, porque os termos que cunhou ao longo de sua produção, em seus artigos, ensaios e livros, podem ser utilizados, traduzidos e re-trabalhados em vários temas, contextos e abordagens das pesquisas históricas.

## Prêmios
- 2023 - Comenda 2 de Julho, Assembleia Legislativa da Bahia.[1][9]
- 2020 - Finalista do Prêmio Jabuti / Ciências Humanas, pelo livro Ganhadores: a greve negra de 1857 na Bahia.
- 2017 - Prêmio Machado de Assis pelo conjunto de sua obra, pela Academia Brasileira de Letras.[6]
- 2016 - Honorable Mention pelo livro Divining Slavery and Freedom, pelo Council of Latin American History.
- 2014 - Prêmio Conjunto de Obra, pela Academia de Letras da Bahia.
- 2012 - Prêmio Literário da Casa de las Americas, pelo livro O Alufá Rufino, no qual é co-autor, conjuntamente a Flávio dos Santos Gomes e Marcus Carvalho.
- 2010 - Ordem Nacional do Mérito Científico na Classe de Grã Cruz, Ministério de Ciência e Tecnologia / Academia Brasileira de Ciências.
- 2009 - Finalista Prêmio Jabuti / Biografia, pelo livro Domingos Sodré: um sacerdote africano.
- 2007 - Medalha 2 de Julho, Prefeitura Municipal de Salvador.
- 2004 - Ordem Nacional do Mérito Científico na Classe de Comendador, Ministério da Ciência e Tecnologia / Academia Brasileira de Ciência.
- 2001 - Ganhador do Prêmio Jabuti pela obra coletiva Festa: Cultura e Sociabilidade na América Portuguesa.
- 1998 - Prêmio Manoel Bonfim, governo do Distrito Federal, pela obra coletiva História da Vida Privada no Brasil.
- 1997 - Haring - Melhor livro latinoamericano de história, da American Historical Association, pela obra A Morte é uma Festa.[6]
- 1992 - Ganhador do Prêmio Jabuti / Ensaio pela obra A morte é uma Festa.[6]

## Livros

### Obras
- Ganhadores: a greve negra de 1857 na Bahia (2019);
- O alufá Rufino: tráfico, escravidão e liberdade no atlântico negro (1822 - 1853) (2010). Conjuntamente a Flávio do Santos Gomes e Marcus Joaquim de Carvalho. Traduzido para o inglês pela Oxford University Press, e para o castelhano pela Casa de las Americas;
- Domingos Sodré um sacerdote africano: escravidão, liberdade e candomblé na Bahia do século XIX (2008). Traduzido para o inglês pela Cambridge University Press;
- A morte é uma festa: ritos fúnebres e revolta popular no Brasil do Século XIX (1991). Duas edições. Traduzido para o inglês pela North Carolina University Press;
- Negociação e conflito: a resistência negra no Brasil Escravista (1989). Conjuntamente a Eduardo da Silva.
- Rebelião Escrava no Brasil: a história do levante dos malês em 1835 (1986). Três edições. Traduzido para o inglês pela Johns Hopkins University Press.

### Organizações
- Revoltas escravas do Brasil (2021). Organizado conjuntamente a Flávio dos Santos Gomes;
- Atlântico de dor: faces do tráfico de escravos (2016). Organizado conjuntamente a Carlos da Silva Jr.;[10]
- Escravidão e suas sombras (2012). Organizado conjuntamente a Elciene Azevedo;[11]
- Liberdade por um fio: Histórias dos Quilombos no Brasil (1996). Organizado conjuntamente a Flávio dos Santos Gomes.
- Escravidão e invenção da liberdade (1988).

### Capítulos
- A rebeldia escrava. In: História Geral da Àfrica vol. X: África e suas diásporas (2023);
- Batuques Negros: Repressão e Permissão na Bahia oitocentista. In: Festa: Cultura e Sociabilidade na América Portuguesa (2001);
- O cotidiano da morte no Brasil oitocentista. In: Historia da Vida Privada no Brasil (1997)